# اسکوپافوش
اسکوپافوش (به سوئدی: Skåpafors) یک منطقهٔ مسکونی در سوئد است که در بخش بنگسفوش واقع شده‌است. اسکوپافوش ۱٫۱۲ کیلومتر مربع مساحت و ۳۱۳ نفر جمعیت دارد.